# Gilles Ier de Trazegnies
Ne doit pas être confondu avec Gillion de Trazegnies.
Gilles Ier de Trazegnies (1134-1161) qui épouse Marie d'Ostrevent puis Gerberge de Landen, est le premier seigneur de Trazegnies à part entière. Il était le fils d'Othon Ier et d'Helvide dite de Rêves de Frasnes. Il engendra deux fils : Jean qui épousa Gertrude du Hainaut et Gérard qui se lia à la fille du sire d'Enghien.

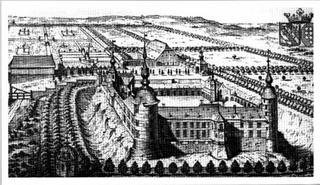
Le château de Trazegnies au milieu du XVIIe siècle. Gravure de Jacques Harrewyn.

Jean fut le père de Gilles II de Trazegnies, souvent confondu avec son père, c'est lui qui devint le mari de Béatrice d'Ath la mère d'Othon Ier de Trazegnies.
Il fut le parrain d'un célèbre chevalier, le seigneur Gilles de Chin à qui on donna le même prénom que son parrain lorsqu'il le conduisit sur les fonts baptismaux.
Parti en croisade avec Godefroy de Bouillon et Gilles de Chin son filleul, on lui fit croire à la mort de son épouse, il se lia avec une musulmane du nom de Gratiane. Lors de son retour il retrouva Marie saine et sauve, les deux femmes vécurent ensemble, semble-t-il, dans une cordiale entente.
Son fils Jean fut décapité sur l'ordre de Richilde du Hainaut, c'est donc Othon qui prolongea la généalogie par Eustache de Trazegnies qui eut quatre fils : Gilles III marié à Alarde de Boulers, Rénier II marié à Marie de Gottignies, Robert marié à Jeanne de Cantaing et Jean marié à Isabeau d'Oldu.
Gilles Ier de Trazegnies laissa une légende de vaillant et preux chevalier. Il organisa des tournois dans Trazegnies auxquels participait Gilles de Chin, le sire de Lalaing, le sire d'Antoing, le sire d'Oisy, le sire de Chastel.
Les chanoines de Mons lui donnèrent l'avouerie de Braine le château afin de la gouverner au titre du chapitre  mais au prétexte qu'il y possédait des biens considérable Gilles de Trazegnies s'arrogea ses droits et en devint le seigneur.

## Un brigand
Tombé en contradiction avec l'Abbaye de Floreffe, il fut excommunié trois fois et commit plusieurs malveillances à l'encontre des moines. Les seigneurs des environs furent excédés par son comportement et ses actes et firent le siège de son château. Il fut tué sur ses propres remparts.

## Armes
bandé d'azur et d'or à la bordure engrêlée de gueules.

## Généalogie
Selon le Marquis de Trazegnies, (Corroy-le-Château), l'histoire des Trazegnies commence au XIe siècle, il prend comme base de départ : 1092, date à laquelle Fastrede, Siger et Wauthier de Silly scellent la donation d'Hellebecq à l'abbaye d'Ename, qui partage ainsi la Pairie de Silly.
Othon Ier (probablement le fils de Siger) devient, par cet acte, Seigneur de Silly, de Blicquy et de Trazegnies. 
Pour consolider son "mini-royaume" (environ 30 000 hectares) il y vient bâtir un premier château sur des anciennes fondations romanes qui existaient probablement déjà au Xe siècle.
Il avait épousé Helvide de Rève (décédée en 1138). De son mariage, il eut 2 fils : Gilles Ier et Anselme.
|                                                                                  |                                                                                  |                                                                                  |                                                                                  | Othon Ier (° ? † 1136) x Helvide de Rève ° ? † 1138                              |                                                                                  |  |  |  |  |  |  |                 |                 |                 |                 |                 |                 |  |  |  |  |  |  |  |  |  |  |
|                                                                                  |                                                                                  |                                                                                  |                                                                                  |                                                                                  |                                                                                  |  |  |  |  |  |  |                 |                 |                 |                 |                 |                 |  |  |  |  |  |  |  |  |  |  |
|                                                                                  |                                                                                  |                                                                                  |                                                                                  |                                                                                  |                                                                                  |  |  |  |  |  |  |                 |                 |                 |                 |                 |                 |  |  |  |  |  |  |  |  |  |  |
| Gilles Ier (° 1134 † 1161) x Marie d'Ostrevent x Gerberge de Landen ° ? ap. 1195 | Gilles Ier (° 1134 † 1161) x Marie d'Ostrevent x Gerberge de Landen ° ? ap. 1195 | Gilles Ier (° 1134 † 1161) x Marie d'Ostrevent x Gerberge de Landen ° ? ap. 1195 | Gilles Ier (° 1134 † 1161) x Marie d'Ostrevent x Gerberge de Landen ° ? ap. 1195 | Gilles Ier (° 1134 † 1161) x Marie d'Ostrevent x Gerberge de Landen ° ? ap. 1195 | Gilles Ier (° 1134 † 1161) x Marie d'Ostrevent x Gerberge de Landen ° ? ap. 1195 |  |  |  |  |  |  | Anselme (? † ?) | Anselme (? † ?) | Anselme (? † ?) | Anselme (? † ?) | Anselme (? † ?) | Anselme (? † ?) |  |  |  |  |  |  |  |  |  |  |
| Gilles Ier (° 1134 † 1161) x Marie d'Ostrevent x Gerberge de Landen ° ? ap. 1195 | Gilles Ier (° 1134 † 1161) x Marie d'Ostrevent x Gerberge de Landen ° ? ap. 1195 | Gilles Ier (° 1134 † 1161) x Marie d'Ostrevent x Gerberge de Landen ° ? ap. 1195 | Gilles Ier (° 1134 † 1161) x Marie d'Ostrevent x Gerberge de Landen ° ? ap. 1195 | Gilles Ier (° 1134 † 1161) x Marie d'Ostrevent x Gerberge de Landen ° ? ap. 1195 | Gilles Ier (° 1134 † 1161) x Marie d'Ostrevent x Gerberge de Landen ° ? ap. 1195 |  |  |  |  |  |  | Anselme (? † ?) | Anselme (? † ?) | Anselme (? † ?) | Anselme (? † ?) | Anselme (? † ?) | Anselme (? † ?) |  |  |  |  |  |  |  |  |  |  |
| Othon II de Trazegnies (° v 1150 † 1192) x Mathilde de l'Alleu ° ? ap. 1214-1218 |                                                                                  |                                                                                  |                                                                                  |                                                                                  |                                                                                  |  |  |  |  |  |  |                 |                 |                 |                 |                 |                 |  |  |  |  |  |  |  |  |  |  |

Il est le père de :
Othon II de Trazegnies (° v.1150 - † 1192)
C'est en son honneur que fut donné, en août 1170, un tournoi à Trazegnies; c'est lui également qui rapporta un morceau de la Vraie Croix des Croisades en 1187. Il fut tué devant Saint-Jean-d'Acre à son second voyage en Terre sainte en 1192. Il fut un des chevaliers les plus accomplis de son temps. (v.1150 - † 1192)  - Troisième croisade †
Il a également un frère :
Anselme, seigneur de Péronnes-lez-Binche, chanoine et trésorier du chapitre collégial de Soignies, qui fonde l'abbaye de Cambron en 1148